# Topdivisie
De Topdivisie is vanaf het seizoen 2024/25 de op twee na hoogste nationale klasse in het volleybal die door de Nevobo wordt georganiseerd. Tussen seizoen 2012/13 en 2024/25 was het na de Eredivisie het hoogste nationale niveau, maar met de komst van de Superdivisie is de topdivisie het derde niveau geworden. 
Tussen 2007/08 en 2011/12 heette deze klasse de B-League. Tot en met het seizoen 2006/07 werd er gespeeld in twee Eerste Divisies, thans het derde niveau in Nederland.
Voor het seizoen 2020/21 werd bij zowel de mannen als vrouwen de Topdivisie uitgebreid met een tweede poule met twaalf teams. Dit mede in verband met het onvoltooide seizoen als gevolg van de coronapandemie in 2020. Het seizoen 2021/2022 kende voor het eerst twee poules, maar werd ook niet officieel afgemaakt vanwege onderbrekingen van de competitie door coronamaatregelen. Beoogd is dit structureel in te voeren.

## Kampioenen
Overzicht kampioenen Topdivisie (en B-League 2007-2012)
| Seizoen | Mannen                                            | Vrouwen                                           |
| ------- | ------------------------------------------------- | ------------------------------------------------- |
| 2007/08 | Next Volley Dordrecht                             | VC Weert                                          |
| 2008/09 | BMC/SSS                                           | Summa Peelpush                                    |
| 2009/10 | Tilburg STV                                       | VC Sneek                                          |
| 2010/11 | Fusion Rotterdam                                  | SV Dynamo                                         |
| 2011/12 | Abiant Lycurgus 2 *                               | VCN King Software *                               |
| 2012/13 | Rivo Rijssen                                      | Springendal Set-Up'65                             |
| 2013/14 | Inter Rijswijk                                    | VC Zwolle                                         |
| 2014/15 | Coolen Alterno                                    | Oskam Taurus                                      |
| 2015/16 | Peelpush *                                        | Flamingo's                                        |
| 2016/17 | VV Zaanstad                                       | PrismaWorx VC Weert                               |
| 2017/18 | Sliedrecht Sport                                  | Ecare Apollo 8                                    |
| 2018/19 | CAS-CRM ZVH                                       | Peelpush                                          |
| 2019/20 | competitie niet voltooid**                        | competitie niet voltooid**                        |
| 2020/21 | competitie niet voltooid**                        | competitie niet voltooid**                        |
| 2021/22 | competitie niet voltooid**                        | competitie niet voltooid**                        |
| 2022/23 | A: QoppoConsult/AVV Keistad * B: Volley Tilburg * | A: Dros-Alterno * B: SOMAS/Activia                |
| 2023/24 | A: Sudosa-Desto B: Sliedrecht Sport 2             | A: Get Fit Girl/Veracles B: ITC Groep/AVV Keistad |
| 2024/25 | A: SV Dynamo Apeldoorn B: Inter Rijswijk          | A: TiMaX/DeVoKo B: Laudame Financials VCN         |

* Niet gepromoveerd naar de Eredivisie
** In de seizoenen 2019/2020, 2020/2021 en 2021/2022 werd de competitie niet officieel voltooid vanwege de coronapandemie. In 2020 werd wel een officiële eindstand opgemaakt op basis van het wedstrijdquotiënt, waarbij zowel het eerste mannen- als vrouwenteam van VCN op de eerste plaats eindigde en mocht promoveren naar de Eredivisie. 2019/2020: VCN (mannen), VCN (vrouwen) 2021/2022: Sliedrecht Sport-2 (poule B, mannen)

## Deelnemers seizoen 2023/24
In seizoen 2023/2024 promoveerde de top 5 van beide topdivisies naar de nieuw opgezette superdivisie, met als doel een enkele poule te hebben voor het hoogste amateur niveau onder de Eredivisie. 

### Mannen
| Topdivisie A                              |
| ----------------------------------------- |
| IT Test Talents/AVV Keistad (Amersfoort)* |
| Dynamo Apeldoorn-2                        |
| Sudosa-Desto (Assen)*                     |
| WIJZIJNTOP Personeelsdiensten/DIO Bedum   |
| Rensa Family Orion-2 (Doetinchem)*        |
| VV Madjoe (Enkhuizen)                     |
| Webton Hengelo                            |
| Bruin Olhaco (Hoogeveen)                  |
| Departyshop.nl/Vives (IJsselstein)        |
| Pegasus (Nijmegen)                        |
| VoCASA-2 (Nijmegen)*                      |
| VC Sneek*                                 |

| Topdivisie B                         |
| ------------------------------------ |
| VCN (Capelle aan den IJssel)         |
| Donki Sjot (Den Dungen)              |
| Spaarnestad (Haarlem)                |
| Taurus (Houten)*                     |
| Merkala Zaanstad (Koog aan de Zaan)* |
| Peelpush (Meijel)*                   |
| Inter Rijswijk                       |
| Sliedrecht Sport-2*                  |
| Volley Tilburg                       |
| VV Utrecht*                          |
| Skunk (Veghel)                       |
| Gemini-Kangeroes (Voorschoten)       |
| VC Polaris (Helmond)                 |

### Vrouwen
| Topdivisie A                                      |
| ------------------------------------------------- |
| US-2 (Amsterdam)                                  |
| Dros-Alterno (Apeldoorn)                          |
| Dynamo Apeldoorn-2                                |
| De Berenkuil/Sudosa-Desto-2 (Assen)*              |
| Apollo 8-2 (Borne)*                               |
| TiMaX/Devoko (Denekamp)                           |
| Girls & Gusto Donitas (Groningen)                 |
| Get Fit Girl Veracles (Groningen)*                |
| Krekkers (Mariaparochie)                          |
| VoCASA (Nijmegen)*                                |
| Lammerink Installatiegroep/Set-Up '65 (Ootmarsum) |
| Rivo Rijssen*                                     |

| Topdivisie B                                    |
| ----------------------------------------------- |
| ICT Groep/AVV Keistad (Amersfoort)*             |
| Armixtos (Amsterdam)                            |
| Sport Pride US (Amsterdam)*                     |
| Ledûb Volleybal (Budel)                         |
| Laudame Financials/VCN (Capelle aan den IJssel) |
| Donki Sjot (Den Dungen)                         |
| VollinGo (Gouda)                                |
| Spaarnestad (Haarlem)                           |
| Pegasus (Nijmegen)*                             |
| Sliedrecht Sport-2*                             |
| Volley Tilburg                                  |
| Bejo/Dinto (Warmenhuizen)*                      |

* Gepromoveerd naar de superdivisie

## Voormalige deelnemers
2018/19: Sudosa-Desto en MKB Accountants/VCV (mannen); IBM client innovation centre Benelux/Veracles en Innovatiemakelaars.nl/WSV (Warnsveld) (vrouwen)
2019/20: Donitas (mannen) en Dros-Alterno-2 (vrouwen) namen in het nieuwe seizoen 2020/21 niet deel in de Topdivisie. 2020/21: Taurus-2 en Velo (mannen) nemen in het seizoen 2021/2022 niet meer deel in de Topdivisie.
2020/21: Sovoco (mannen); Zaanstad en PDK Huizen (vrouwen) neemt in het seizoen 2021/2022 niet meer deel in de Topdivisie.
2021/22: VCN-2 (vrouwen) neemt in het seizoen 2022/2023 niet meer deel in de Topdivisie.
2022/23: Degradanten bij de mannen waren Zalsman Reflex (Kampen), EVV Bultman-Hartholt (Elburg), Prima Donna Kaas Huizen-2, USV Protos (Utrecht), Compaen (Oostzaan) en MKB Accountants/VCV (Veenendaal). Bij de vrouwen promoveerde SOMAS/Activia (Sint Anthonis) naar de Eredivisie en waren Rensa Family Orion-2 (Doetinchem), VC Sneek-2 en Dynamo Tubbergen de degradanten.
Nationaal herenteam · Nationaal damesteam · Eredivisie · Topdivisie · Lijst van Nederlandse landskampioenen volleybal · Beker van Nederland